# Kostel Nejsvětější Trojice (Hostinné)
Kostel Nejsvětější Trojice je farní pozdně gotický kostel v Hostinném. Je nejstarší kamennou stavbou v Hostinném. Je zapsán jako kulturní památka České republiky.

## Historie

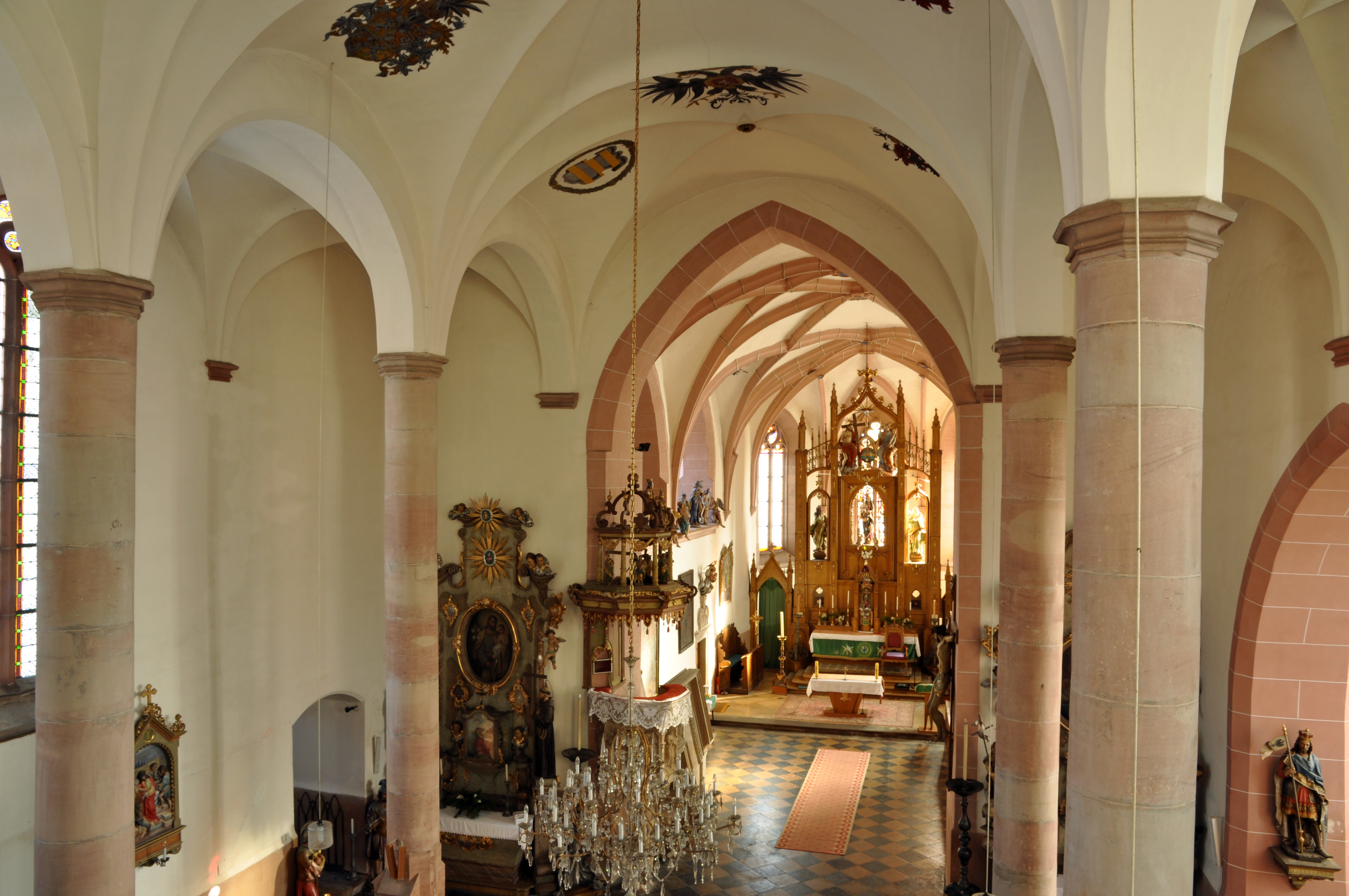
Interiér kostela

První písemná zmínka o kostele pochází z roku 1270, kdy byl vysvěcen. Další zmínka pochází z roku 1345. Během husitských válek kostel odolal nájezdu husitů. Nejvýraznější přestavby kostela se datují do roku 1539, kdy získal svou pozdně gotickou podobu. V letech 1572 až 1610 byl dostavován a renesančně upravován. Během této přestavby byla dostavěna i mohutná šestipatrová věž. Při velkém požáru města roku 1610 byl kostel poničen, ale záhy opraven a přestavěn stavitelem Carlem Valmadim.
Během oprav roku 1877 byl do kostela umístěn hlavní oltář. Další opravy proběhly v roce 1985 a v roce 2020.

## Popis
Trojlodní halový kostel tvoří kromě chrámové lodi z roku 1573 také pětiboký presbytář s podélným protaženým půdorysem z roku 1553. V žebrové klenbě presbytáře se nacházejí erby. Na jihu kostela se nachází sakristie a kaple svatého Jáchyma. V kapli lze nalézt kamenné náhrobky rodu Valdštejnů, kteří byli od roku 1521 majiteli města. V kostele je 14 gotických podlouhlých oken tvořených matným sklem a zdobených kružbou. Hlavní oltář je pseudogotický z roku 1878 a v jeho středu se nalézá socha Madony z konce 15. století. Boční oltáře jsou barokní a připomínají pobyt jezuitů ve městě. Renesanční kazatelna pochází z roku 1612 a je nesena postavami Mojžíše a Arona.
Kostelu dominuje 53 metrů vysoká renesanční věž z 16. století. Je to mohutná šestipodlažní stavba hranolového tvaru. Věž plnila mnoho funkcí, včetně protipožární, skladovací, zabezpečovací nebo ubytovací. Na věži se nacházejí dva zvony z let 1599 (malý zvon) a 1612 (velký zvon). Ty byly na objednávku Kryštofa z Valdštejna odlity v dílně Schreterů.
Součástí kulturní památky je také ohradní zeď s reliéfy, křížovou cestou a bohatě kamenicky zpracovanou branou se sochami, která je umístěna východně od kostela.

## Galerie

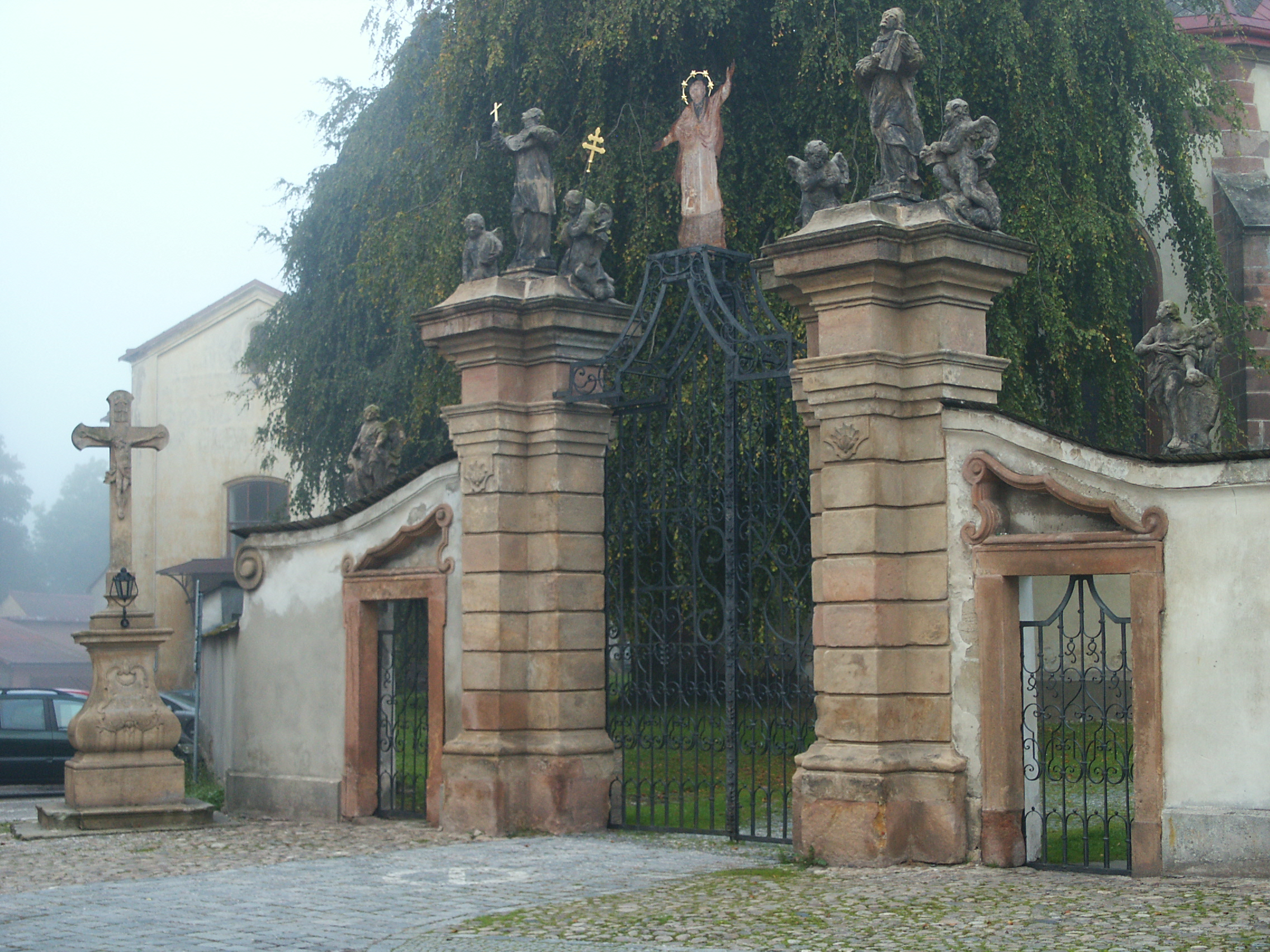
Brána do areálu
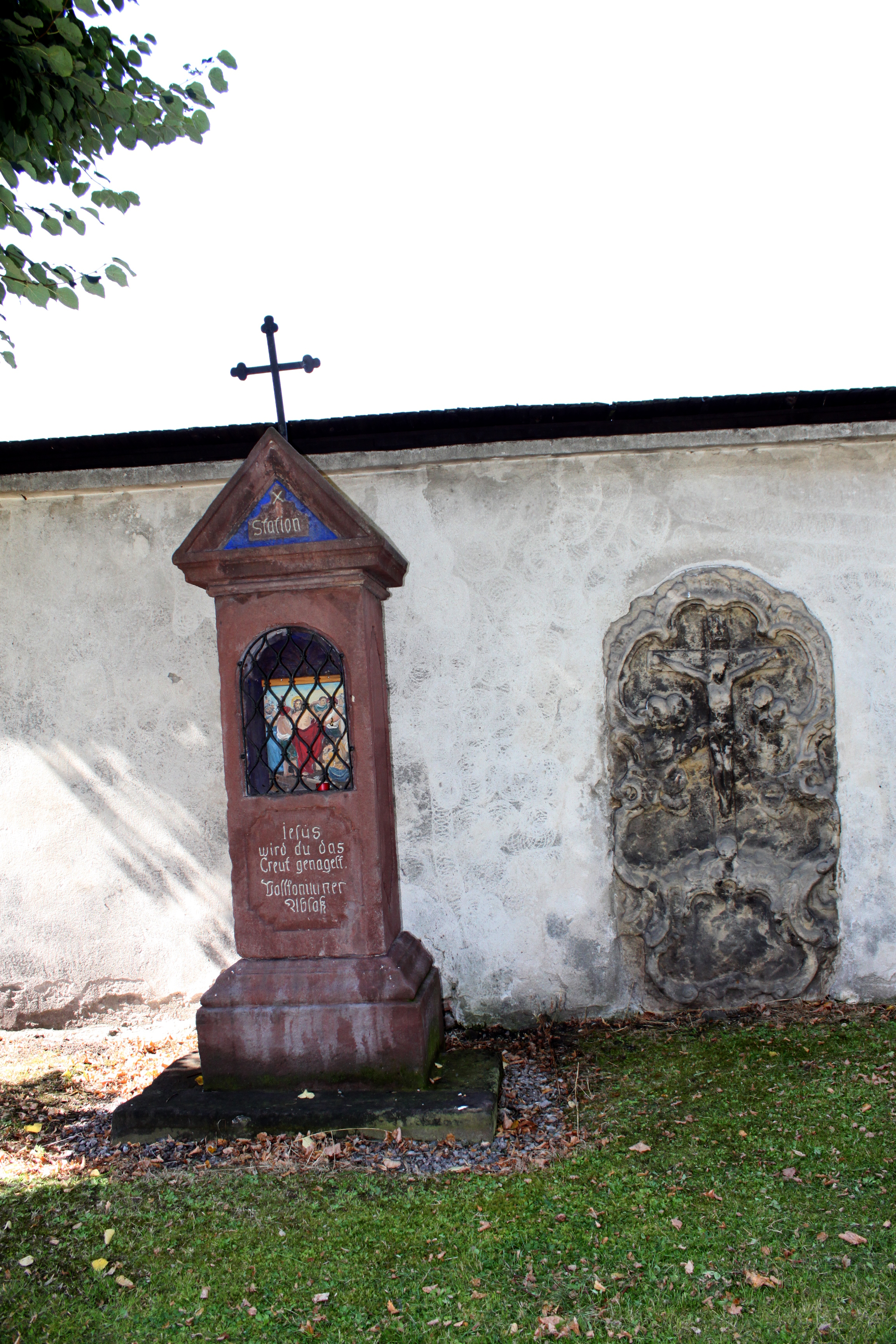
Křížová cesta podél ohradní zdi
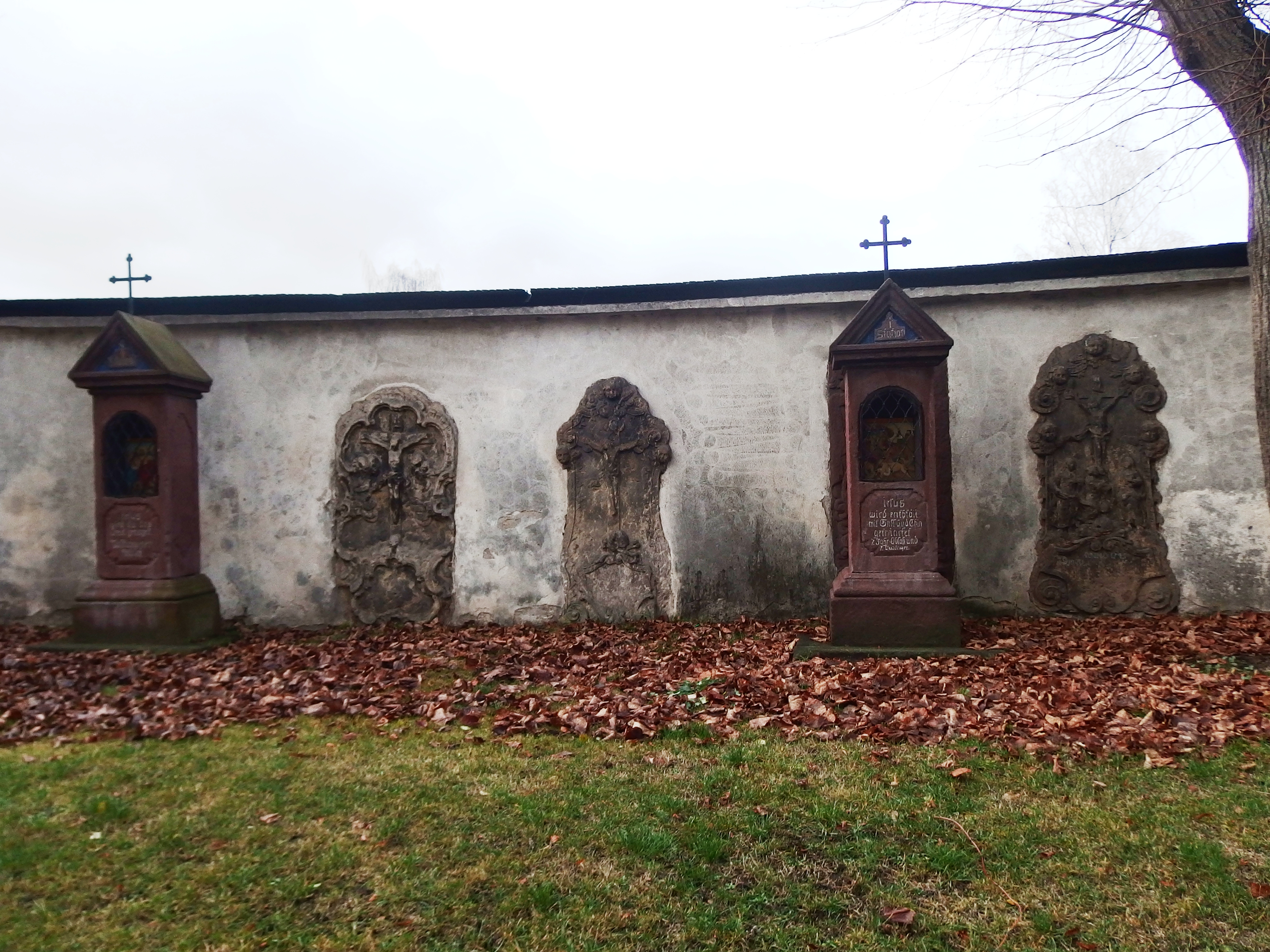
Křížová cesta podél ohradní zdi
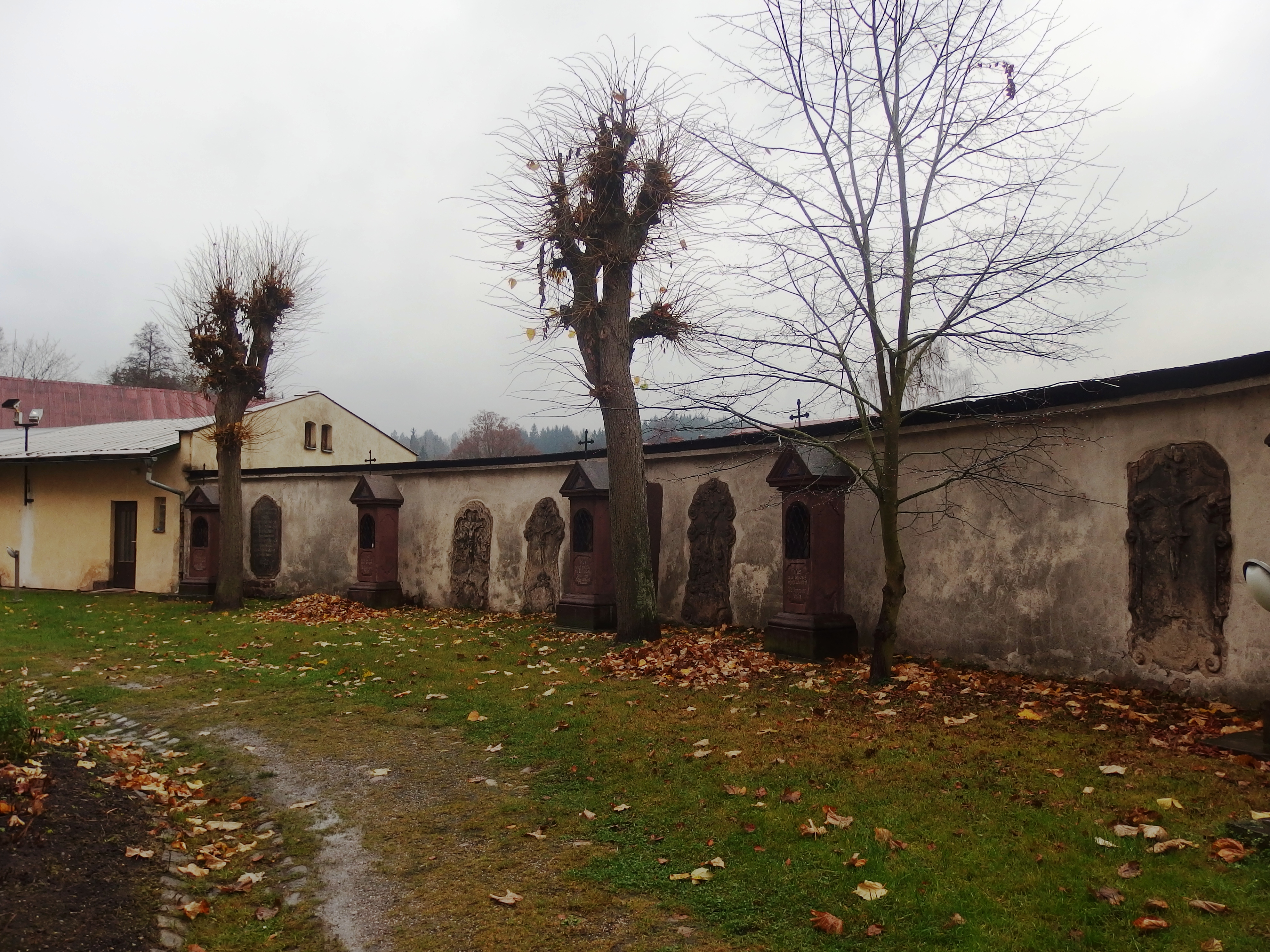
Křížová cesta podél ohradní zdi
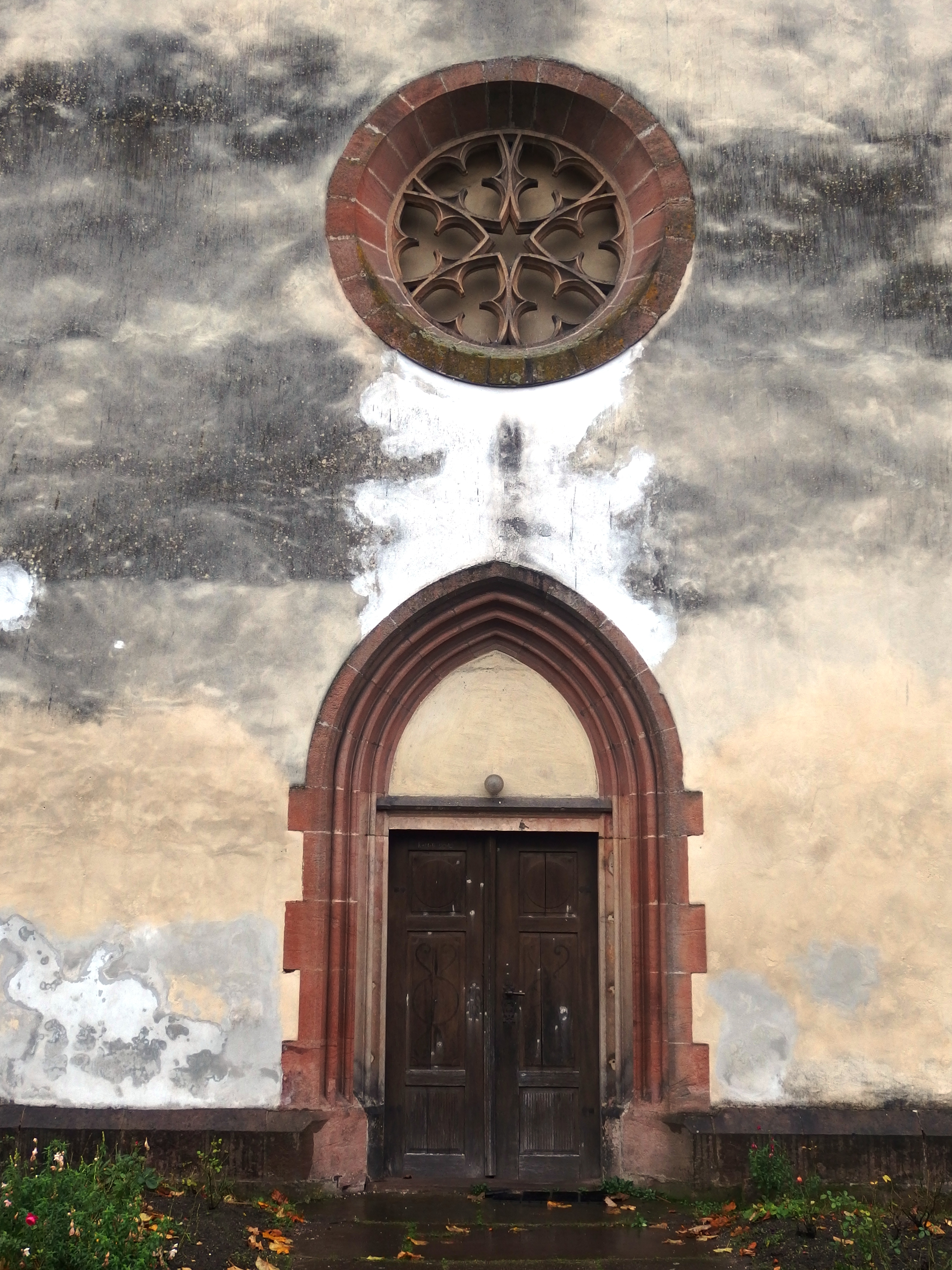
Portál do kostela
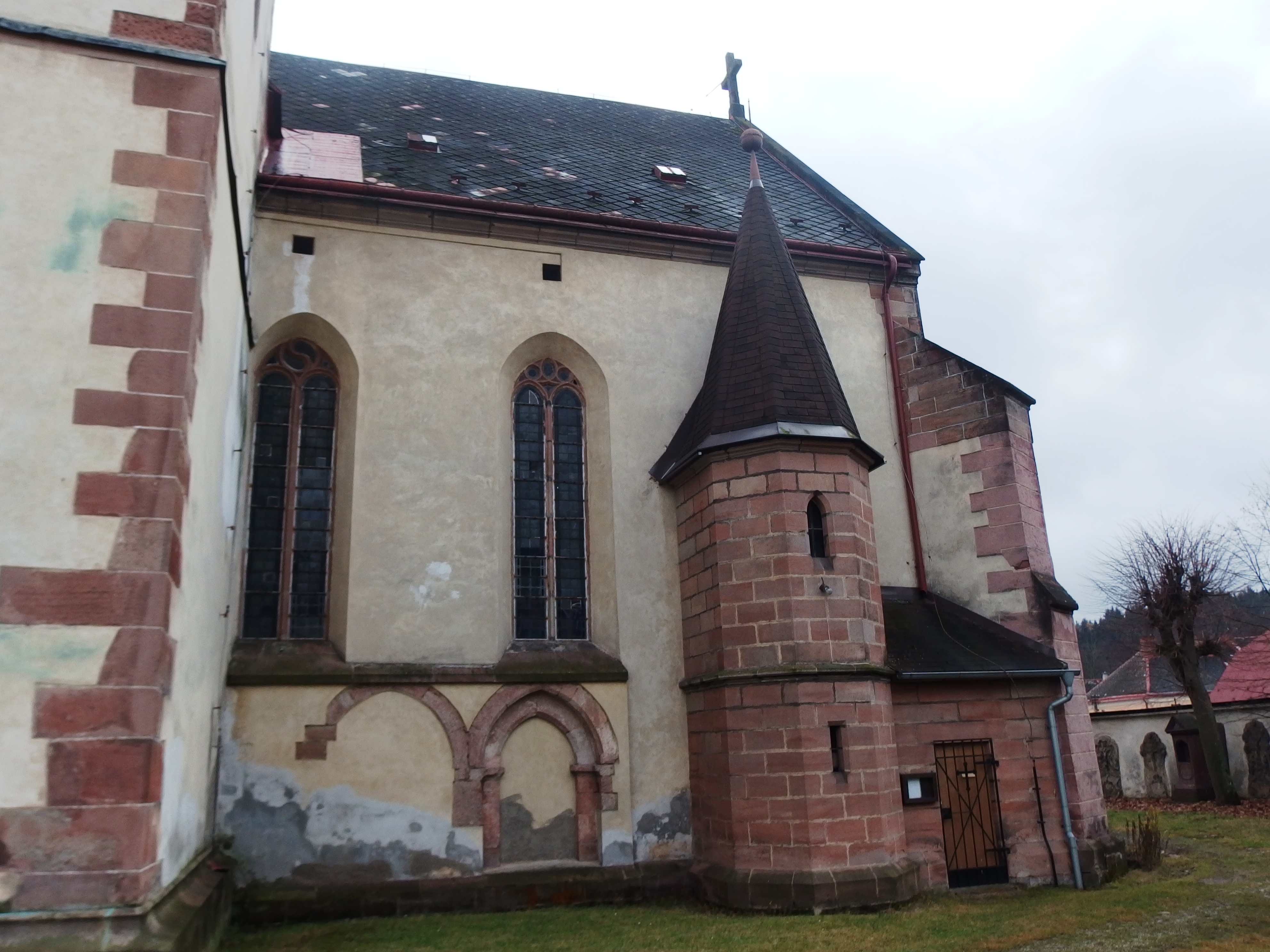
Zadní část kostela s kaplí svatého Jáchyma.
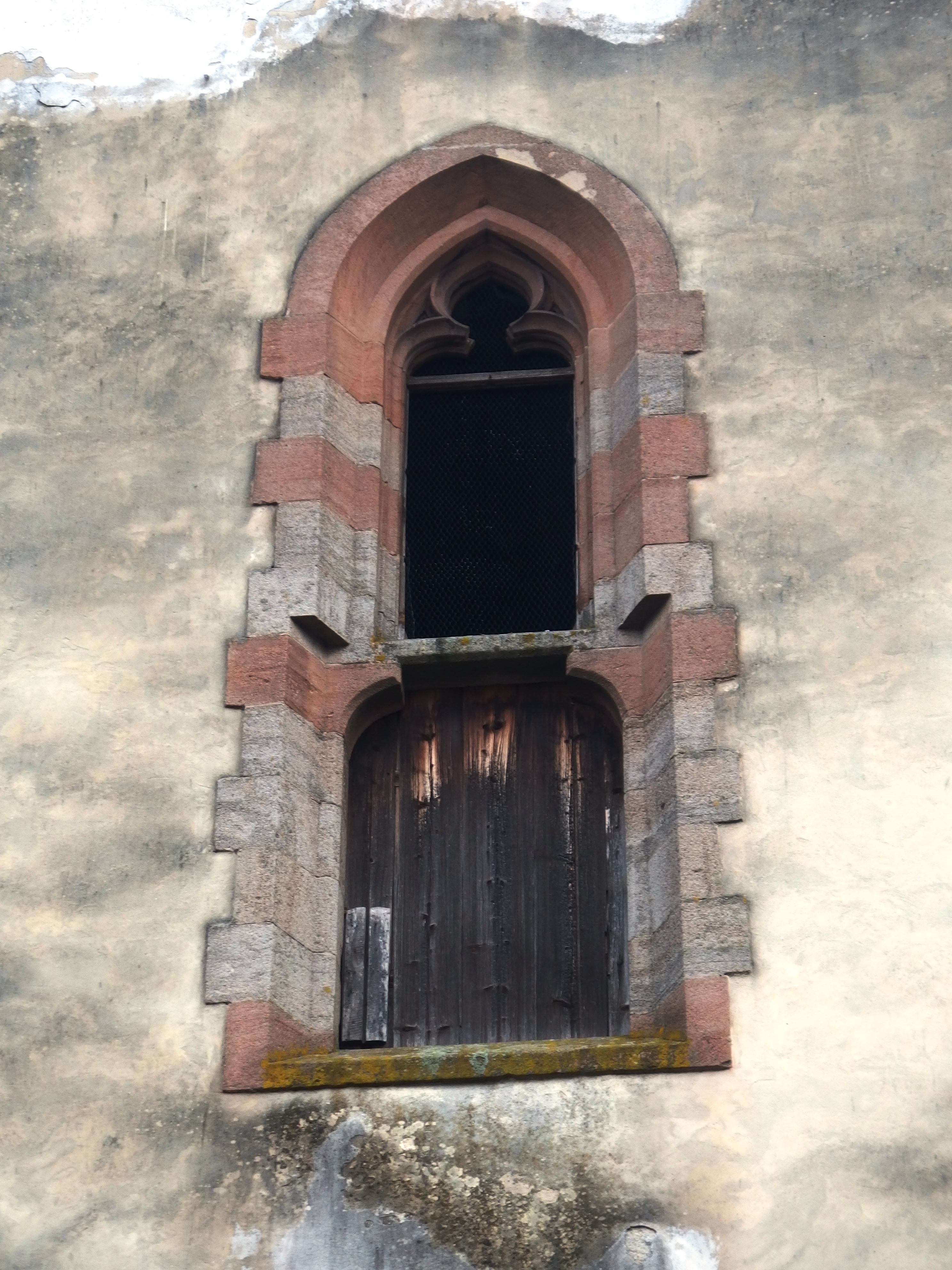
Gotické okno s bedněním
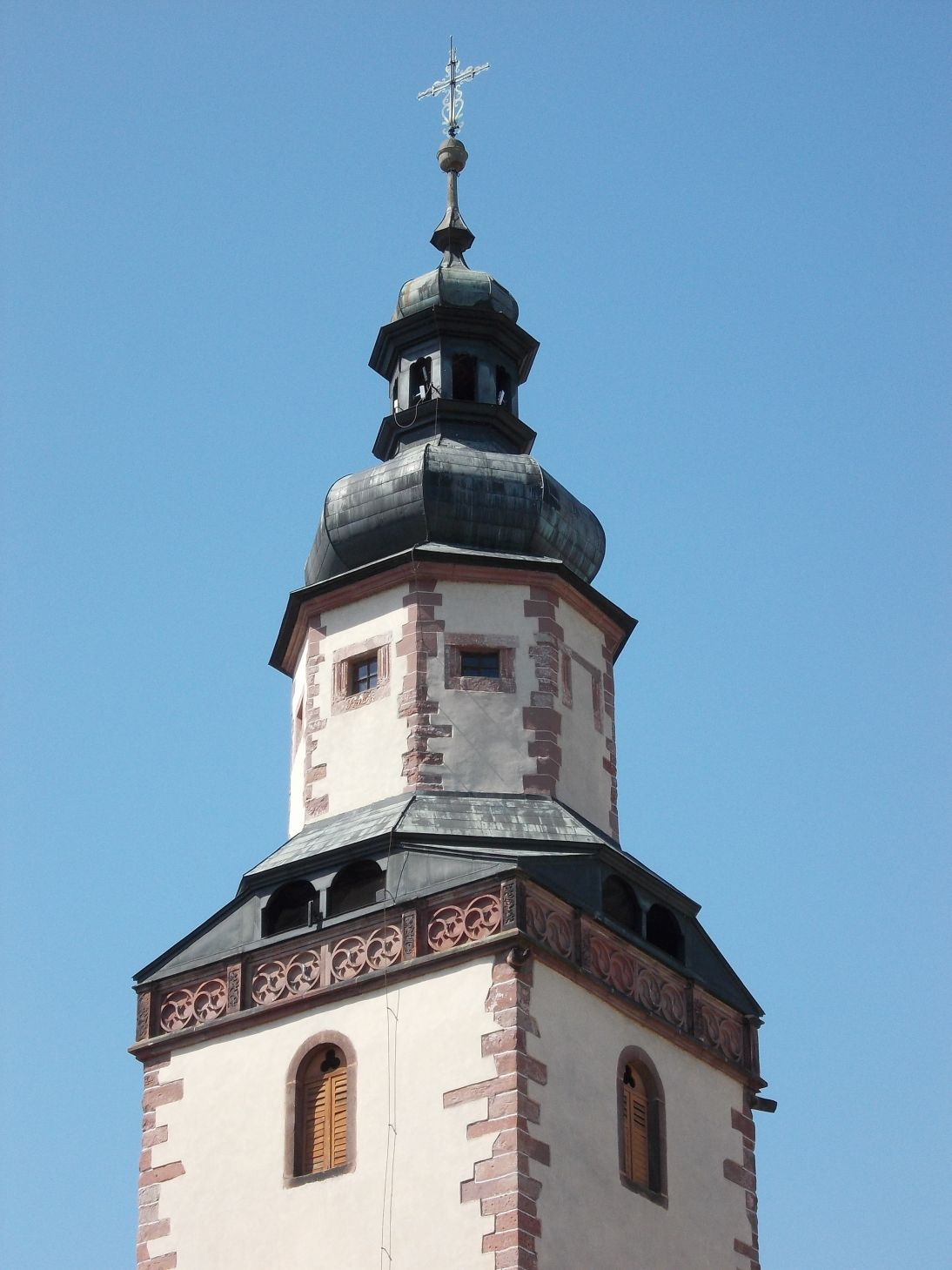
Střecha věže